# Tartufata
Tartufata – chorwacka pasta grzybowo-warzywna z Istrii służąca jako dodatek do sosów, makaronów (np. chorwackiego fuži), risotto, kanapek i bruschetty, jak również niektórych dań mięsnych.
Pastę przyrządza się z trufli czarnych i innych grzybów, np. pieczarek, oliwy, soli i czosnku. Jest jednym ze sposobów uzyskania truflowego aromatu w okresach, kiedy nie ma sezonu na świeże trufle.